# Nelson Mandelastadion (Brussel)
Het Nelson Mandelastadion is een multi-functioneel rugby- en voetbalstadion in het Brusselse Neder-Over-Heembeek.
In 2023 was het de locatie voor het Belgisch kampioenschap rugby.
Sinds de opening van tram 10 op 23 september 2024 heeft het stadion zijn eigen tramhalte Nelson Mandela.